# Twin Lakes Provincial Park
Twin Lakes Provincial Park är en park i Kanada.   Den ligger i provinsen Manitoba, i den centrala delen av landet, 2 100 km nordväst om huvudstaden Ottawa. Twin Lakes Provincial Park ligger 311 meter över havet.
Terrängen runt Twin Lakes Provincial Park är mycket platt, och sluttar söderut. Trakten runt Twin Lakes Provincial Park är nära nog obefolkad, med mindre än två invånare per kvadratkilometer.. Närmaste större samhälle är Cranberry Portage, 10,2 km sydost om Twin Lakes Provincial Park. 
I omgivningarna runt Twin Lakes Provincial Park växer i huvudsak barrskog.